# Birotonde pentagonal giralongada
Em geometria, a cúpula-rotonde pentagonal giralongada é um dos sólidos de Johnson (J48). Como o nome sugere, pode ser construída giralongando-se uma cúpula-rotonde pentagonal (J32 ou J33) ao inserir-se um antiprisma decagonal entre suas metades.
A cúpula-rotonde pentagonal giralongada é um dos cinco sólidos de Johnson que são quirais, significando que ela tem uma versão destra e uma canhota. Apesar disso, as duas versões não são consideradas como dois sólidos de Johnson distintos.